# Hochstall

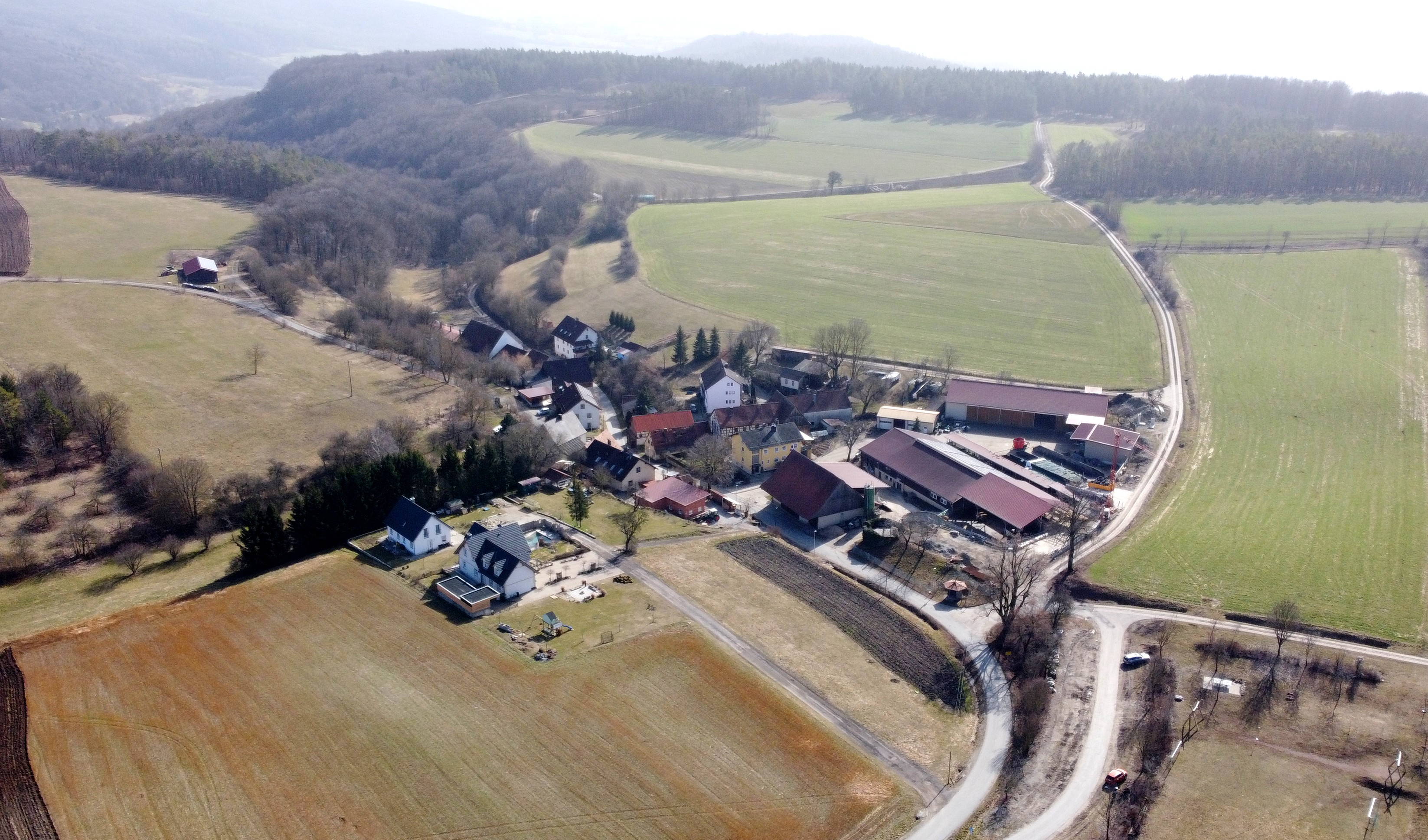
Luftbild von Hochstall (Februar 2021)

Hochstall ist ein Gemeindeteil des Marktes Buttenheim im Landkreis Bamberg (Oberfranken, Bayern).

## Lage
Nachbarorte des Weilers sind im Norden Kälberberg, im Nordosten Tiefenhöchstadt, im Südosten Frankendorf, im Süden Ketschendorf und im Westen Friesen. Durch den Ort verläuft der Fränkische Marienweg.